# 张茂 (三国)
张茂（?—?），字彦林，沛郡（治今安徽省亳州市）人。三国时代曹魏官员。

## 生平
青龍年间，魏明帝大兴土木，兴建宫室，太子舍人张茂以孙吴、蜀汉多次兴兵，诸将出征，上书劝谏，反对将士女许嫁为吏民为妻之人，再次还配於士。汉武帝好神仙，信方士，掘地为海，封土为山，当时天下为一，没有敢与争锋之人。汉朝衰乱四五十年以来，马不舍鞍，士不释甲。皇帝不兢兢业业，念崇节约，以奢靡为务，炫燿后园，建承露之盘。请求皇帝振作，克灭蜀吴。自己时年五十，常恐至死无以报国。魏明帝对说左右：“张茂自恃是我们曹家的同乡。”以事付於散骑。《三国演义》说魏明帝将张茂诛杀。